# Acinodendron amplexans
Acinodendron amplexans là một loài thực vật có hoa trong họ Mua. Loài này được (Crueg.) Kuntze mô tả khoa học đầu tiên năm 1891.